# 萨米尔·里法伊
萨米尔·扎伊德·里法伊（阿拉伯语：‎，羅馬化：Samir Zaid al-Rifai，1966年7月1日—），约旦政治人物，曾担任约旦首相（2009－2011）。出生于一个巴勒斯坦家庭。曾在哈佛大学学习（1984－1988），获学士学位。1989年又获得的剑桥大学硕士学位。曾先后担任内阁大臣、约旦迪拜资金总裁等职。2009年，被约旦国王阿卜杜拉二世任命为首相。2011年1月，阿拉伯世界受到突尼斯“茉莉花革命”的影响，许多国家爆发反政府示威游行，约旦也未能幸免。迫于压力，萨米尔·里法伊于2月1日辞去首相职务。